# Eduardo Mario Acevedo
Eduardo Mario Acevedo Cardozo (* 25. September 1959 in Montevideo) ist ein ehemaliger uruguayischer Fußballspieler und derzeitiger -trainer.

## Spielerkarriere

### Verein
Der 1,78 Meter große Abwehrspieler Acevedo begann seine sportliche Laufbahn auf Vereinsebene zunächst beim uruguayischen Verein Club Atlético Defensor, wo er von 1979 bis 1986 in der uruguayischen Primera División spielte. In dieser Zeit war er 1981 am Gewinn der Liguilla Pre-Libertadores beteiligt. 1986 wechselte er nach Spanien zu Deportivo La Coruña und kam dort in der Saison 1986/87 von seinem Debüt am 4. Oktober 1986 gegen Real Oviedo bis zu seiner letzten Spielbeteiligung am 9. November 1986 gegen Figueres zu fünf Zweitligaeinsätzen (kein Tor). Von dort führte ihn sein Weg zu UAG Tecos. Bei den Mexikanern absolvierte er zwischen 1987 und 1990 80 Spiele, in denen er einmal ins gegnerische Tor traf. In der Saison 1991/92 schloss er sich dem japanischen Verein Toshiba SC an. Nach dieser letzten Auslandsstation als Spieler war er bis 1995 noch in Uruguay bei Fénix (1993), Rentistas (1994) und Sud América (1995) aktiv, ehe er seine Karriere beendete. Als weitere undatierte Karrierestation ist Racing Club de Montevideo verzeichnet.

### Nationalmannschaft
Acevedo war Mitglied der Celeste, für die er zwischen dem 11. August 1983 und dem 16. Juni 1986 insgesamt 41 Länderspiele absolvierte und bei denen er einmal ins gegnerische Tor traf. 1983 war er am Gewinn der Südamerikameisterschaft beteiligt. Zudem nahm er an der Fußball-Weltmeisterschaft 1986 teil.

### Erfolge
- Sieger Copa América: 1983
- Gewinner der Liguilla Pre-Libertadores: 1981

## Trainerlaufbahn
Acevedo trainierte 1996 den Verein Sud América, 1998 Defensor und von 1999 bis zu seinem Rücktritt im Juni 2001 Deportivo Maldonado. Möglicherweise folgte eine erneute kurze Phase als Trainer von Defensor Sporting 2002 war er Trainer in Mexiko bei Gavilanes de Nuevo Laredo. In der Apertura 2003 und der Clausura 2004 saß er bei UAG Tecos auf der Trainerbank. Im Jahr 2004 war er bis 2005 bei Monarcas Morelia unter Vertrag, bevor er für eine zweite Amtszeit in der Apertura 2005 und der Clausura 2006 zu Tecos zurückkehrte. Am 25. Februar 2009 übernahm er die Trainingsleitung von Interimscoach Richard Martínez und ersetzte den zuvor zum bolivianischen Verein Blooming abgewanderten Pablo Repetto als Trainer des Club Atlético Cerro. Sein dortiges Trainergespann setzte sich zusammen aus seinem Bruder Alejandro Acevedo und Eduardo Arismendi. Mit Cerro gelang ihm der Sieg bei der Liguilla Pre-Libertadores 2009 und somit die Qualifikation für die Gruppenphase der Copa Libertadores 2010. Anfang August 2009 verließ er Cerro jedoch und übernahm ab 5. August jenes Jahres das Traineramt bei Nacional als Nachfolger des am Vortag entlassenen Gerardo Pelusso. Nach seiner Zeit bei Nacional, wo sein Vertrag wegen des ausbleibenden aber erhofften Gewinns der Meisterschaft nicht verlängert wurde, war er Trainer des mexikanischen Klubs Estudiantes Tecos. Dieses bereits dritte Engagement in Mexiko, bei dem er Miguel Herrera nachfolgte, begann am 8. September 2010. Im Dezember 2010 gab Danubio FC seine Verpflichtung für die Position des Cheftrainers als Nachfolger von Gustavo Matosas für die ab Februar 2011 startende nachfolgende Spielzeit bekannt. Dabei sollte ihm Javier Valdecantos als Co-Trainer zur Seite stehen. Im Mai 2011 wurde er bereits nach wenigen Monaten aufgrund der schlechten Ergebnisse abgelöst und durch Gustavo Machaín ersetzt. Am 9. März 2012 wurde vermeldet, dass Acevedo das Traineramt des argentinischen Klubs CA Banfield übernehmen würde. Acevedo holte in der Folge mit dem Team lediglich acht von möglichen 42 Punkten. Banfield stieg somit in die Primera B Nacional ab. Ende Juni 2012 gab er dann ebenso wie der Vereinspräsident Carlos Portell seinen Abschied vom argentinischen Klub bekannt. Von Juni 2015 bis Dezember 2015 trainierte er erneut die Mannschaft des Club Atlético Cerro. Seit Februar 2016 ist er Cheftrainer bei Defensor Sporting.

### Erfolge
- Gewinner der Liguilla Pre-Libertadores: 2009

## Sonstiges
Acevedo ist der Onkel des Fußballspielers Matías Cabrera, dessen Trainer er während seiner Tätigkeit bei Cerro und Nacional auch war.